# Alexandra Domeij
Alexandra Linnéa Domeij, född 27 april 1992, är en förut aktiv svensk handbollsspelare.

## Karriär
Alexandra Domeij började spela damhandboll för Gustavsbergs IF HK 2007 efter flera år som flick- och ungdomsspelare. Klubben var mycket framgångsrik och spelade i två säsonger (68 matcher) utan förlust. Alexandra Domeij blev uttagen i juniorlandslaget och var med och vann guld i J-VM 2010. Efter detta började hon spela för Spårvägen i Elitserien, men 2011 drabbades hon av en korsbandsskada i Junior-SM steg fyra. Hon tog sig tillbaka från denna och lyckades återta sin plats i ungdomslandslaget och var med och tog U-VM-guld 2012. När hon återkom till elitserien drabbades hon 2013 av ännu en korsbandsskada. Efter denna skada tvingades Domeij att avsluta med handbollen på grund av skador.

## Klubbar
- Gustavsbergs IF  2007-2010
- Spårvägens HF 2010-2013

## Meriter
- J-VM Guld med Sveriges U-18 damlandslag 2010
- U-VM Guld med Sveriges U-20 damlandslag 2012
- Stockholms bästa junior, uttagen av Stockholms Handbollsförbund, säsongen 2010-2011